# NGC 2274
NGC 2274 é uma galáxia elíptica (E) localizada na direcção da constelação de Gemini. Possui uma declinação de +33° 34' 03" e uma ascensão recta de 6 horas, 47 minutos e 17,4 segundos.
A galáxia NGC 2274 foi descoberta em 26 de Outubro de 1786 por William Herschel.